# Blevio
Blevio (lombardul: La Biev, nyugat-lombardul: Blef) település Olaszországban, Lombardia régióban, Como megyében. Lakosainak száma 1082 fő (2023. január 1.). Blevio Brunate, Como, Moltrasio, Torno, Cernobbio és Faggeto Lario községekkel határos.

## Népesség
A település népességének változása:
| Lakosok száma | 1202 | 1182 | 1082 |
|               | 2017 | 2018 | 2023 |